# 江民风
江民风（1920年—2003年），男，山东黄县人，中华人民共和国军事人物，中国人民解放军少将，曾任中国人民解放军总参谋部工程兵部政治委员，第七届全国政协委员。